# Nine Kooiman
Nine Kooiman (Vleuten-De Meern, 9 de diciembre de 1980) es una política neerlandesa que actualmente ocupa un escaño en el Segunda Cámara de los Estados Generales para el período legislativo 2012-2017 por el Partido Socialista.

## Biografía
Entre 1999 y 2003 Kooiman estudió Trabajo Social en el Centro de estudios De Horst en Driebergen. En 2004 fue miembro activo del Partido Socialista en Nieuwegein y al año siguiente ingresó como parte de la Junta Directiva. En 2006 se convirtió en miembro del Comité de Medio Ambiente Social y Cultural, alcanzando la presidencia más tarde. En 2008 fue nombrado como asistente grupo juvenil de la SP en la Cámara. Durante las elecciones municipales del 3 de marzo de 2010 Fue elegida en Nieuwegein segundo en la lista de candidatos a concejal.
Como resultado de la caída del cuarto gabinete de Jan Peter Balkenende, el 9 de junio de 2010 se realizaron elecciones parlamentarias, donde participó y salió electa.